# أرب 147
آرب 147 في علم الفلك (بالإنجليزية:
Arp 147 (أو تسمى أيضا IC 298) هما مجرتان حلقيتان تتفإعلان مع بعضهما البعض تحت تأثير قوة الجاذبية. وهما تبعدان عن المجموعة الشمسية بين 430 -440 سنة ضوئية.) تشاهد مجرتي آرب 147 في اتجاه كوكبة قيطس. ويبدو أنهما لا يتبعان أحد عناقيد المجرات.
اكتشف هذا النظام أصلا من الباحث الفلكي «ستيفان جافيل» في عام 1893. ثم سجل في فهرس المجرات الغريبة Atlas of Peculiar Galaxies.

## تكوين النظام
تكون نظام المجرتين المتفاعلتين عندما تصادمت المجرة الحلزونية (يمين الصورة) مع مجرة إهليلجية (يسار الصورة). أدى الاصتدام إلى تولد موجة ممتدة تنشأ فيها نجوم جديدة (منطقة هيدروجين II وترى بلون الأزرق) وهي تنتشر بسرعة نحو 100 كيلومتر في الثانية؛ ويقدر علماء الفلك أن هذا الاصتدام قد بدأ قبل نحو 40 مليون سنة.
ويبدو أن مرحلة نشاط تولد النجوم الجديدة في منطقة الهيدروجين II المنضغطة قد انتهت قبل نحو 15 مليون سنة. بعدها نشأت نجوم عظيمة الكتلة - أكبر من الكتلة الشمسية - وهي تكون ساخنة جدا وزرقاء اللون ولهذا فهي لا تعمر طويلا، وعندما انفجرت النجوم عظيمة الكتلة في نهاية عمرها في هيئة مستعرات عظمى، فتركوا بقاياهم الصلبة كنجوم نيوترونية وكثقوب سوداء.
يبلغ قطر المجرة الموجودة على يمين الصورة نحو 30.000 سنة ضوئية.
وهي تبعد عن زميلتها نحو 21.000 سنة ضوئية.:3
يمتد النظام بأكمله إلى نحو 115.000 سنة ضوئية في الفضاء.
في سبتمبر 2008 تعطلت وحدة معالجة البيانات في تلسكوب هابل الفضائي. ولكن بعد أن تم اصلاحها، قام الباحثون بتصويب «كاميرته الواسعة الحقل الكوكبية 2» إلى آرب 147 وتأكدت ناسا من الصور الملتقطة أن كفاءة عمل تلسكوب هابل على ما يرام.

## الحلقة الرئيسة
تحوي الحلقة الرئيسة 9 مصادر لأشعة إكس شديدة وتشير الارصاد إلى أنها ثقوب سوداء؛ تبلغ كتلة كل منهم بين 10 - 20 كتلة شمسية. وتبلغ سرعة تمدد واتساع الحلقة
225 ± 8 كيلومتر/الثانية، كما تدور الحلقة بسرعة (47 ± 8 كيلومتر في الثانية).:6

## المجرة الصغيرة
تحوي المجرة الصغيرة (في الصورة إلى اليسار) أيضا مصدرا لأشعة إكس، يبدو انه ثقب أسود يجتذب ويبتلع مادة من حوله.

## وصلات خارجية
- Hubble-Weltraumteleskop

## اقرأ أيضا
- مجرة HD1
- آرب 148
- مجرة حلقية

## وصلات خارجية
- Hoag's Object at [Astronomy Picture of the Day].